# Llista de monuments de Torrent
Monuments de Torrent (Horta Sud) catalogats en l'Inventari General del Patrimoni Cultural Valencià com a béns d'interés cultural (BIC) i béns immobles de rellevància local (BRL), i en l'inventari sectorial de béns immobles d'etnologia (BIE).